# Клусс, Адольф

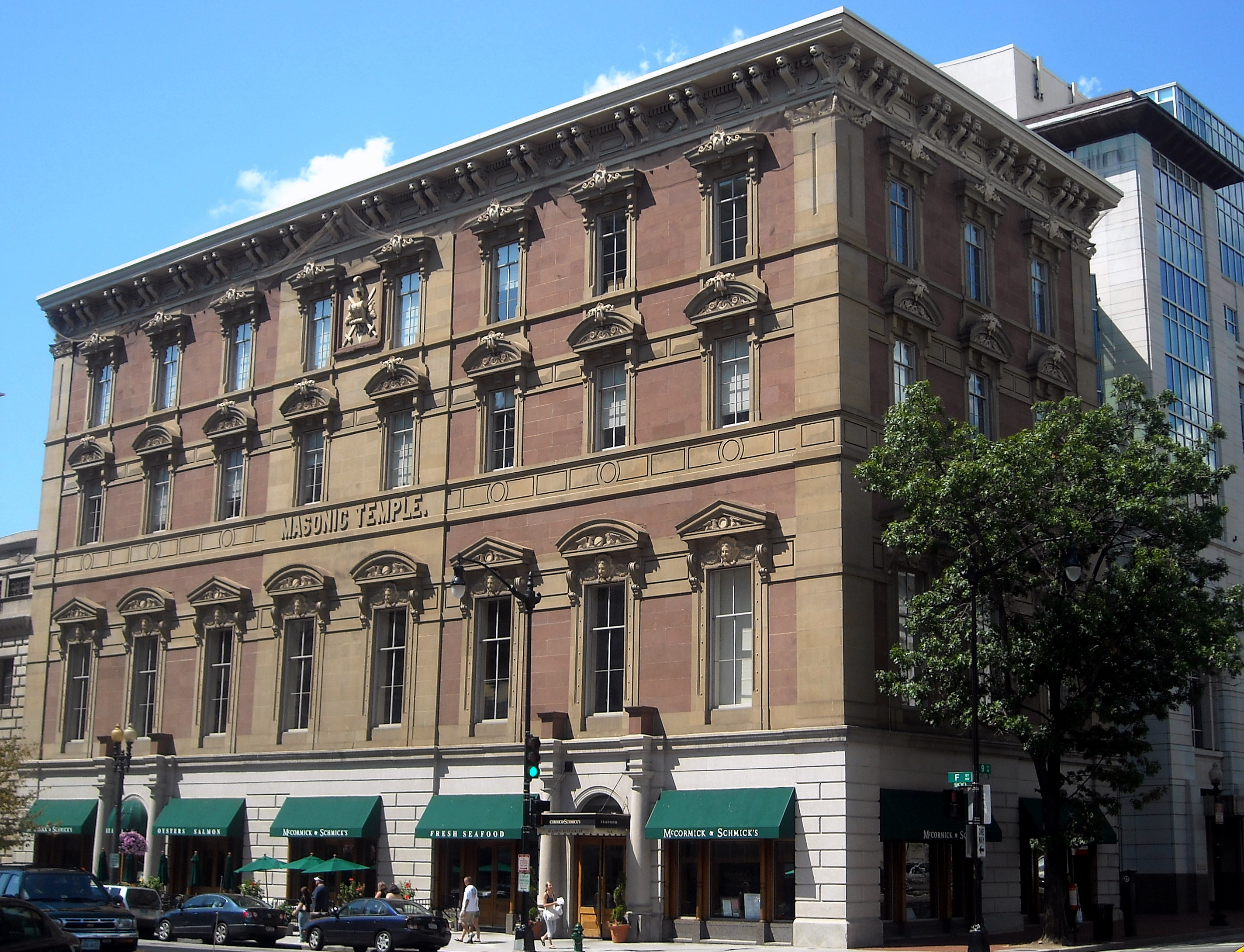
The Lansburgh Building (Вашингтон, округ Колумбия, США)

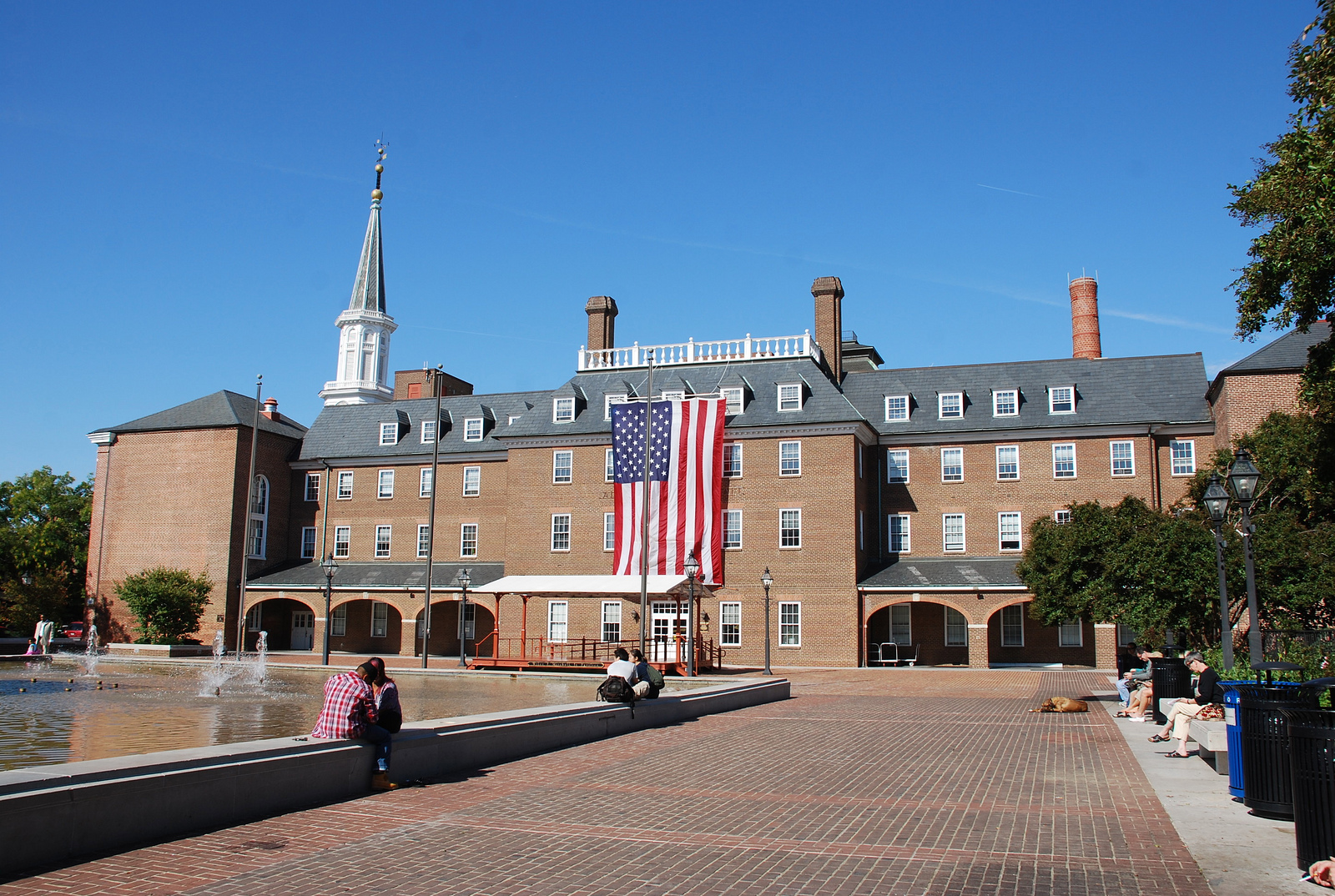
Alexandria City Hall

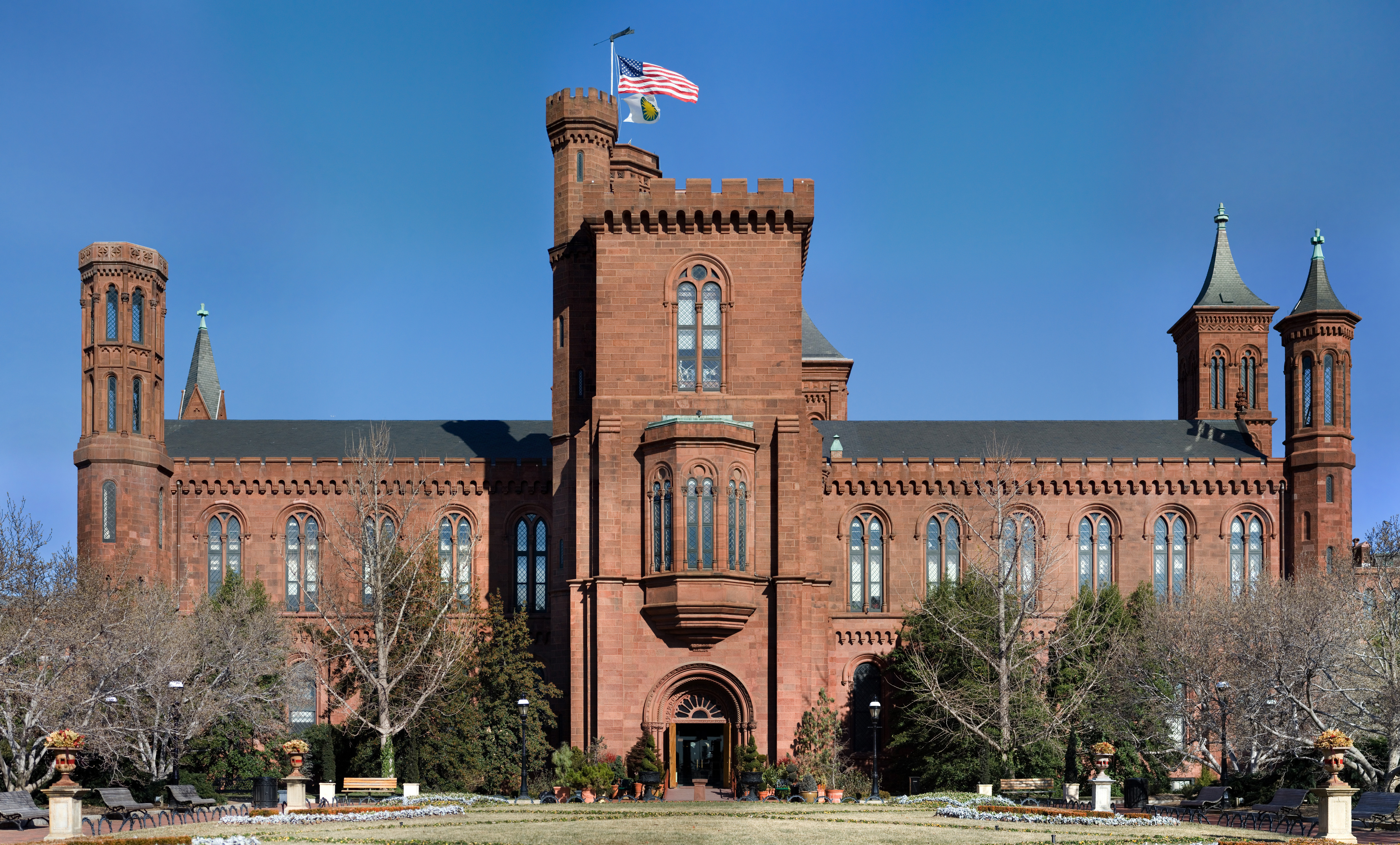
Смитсоновский институт

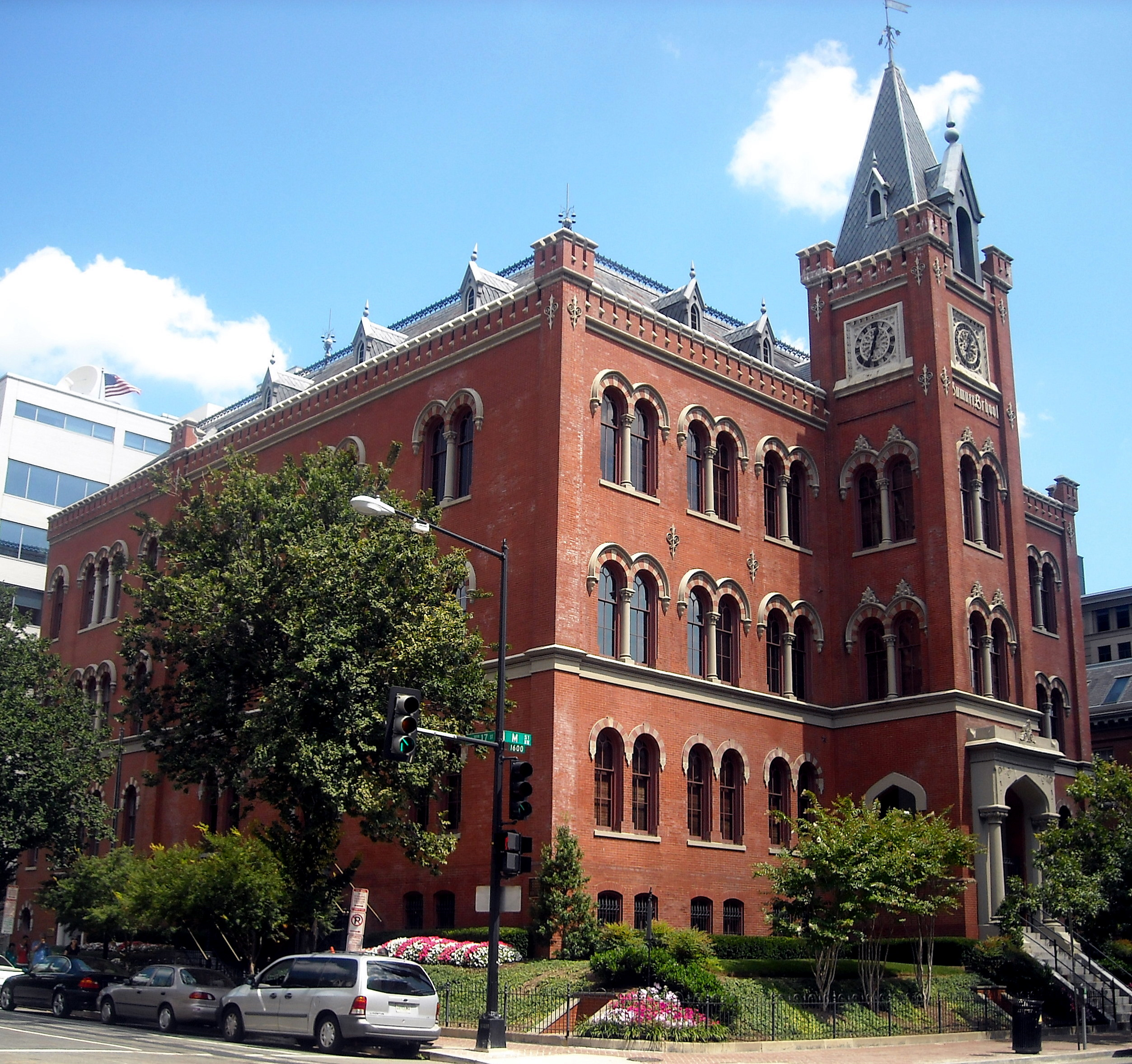
Charles Sumner School (Вашингтон, округ Колумбия, США)

Адольф Клусс (нем. Adolf Cluss; 14 июля 1825, Хайльбронн — 24 июля 1905, Вашингтон, округ Колумбия, США) — немецкий инженер и архитектор, деятель немецкого и американского рабочего движения. Друг Карла Маркса, один из пионеров марксизма в США. Революционер. Член Союза коммунистов. Участник революции 1848—1849 годов в Германии.

## Биография
Сын мастера-строителем, в возрасте девятнадцати лет отправился в путешествие по стране в качестве странствующего плотника. Встретившись с Карлом Марксом, стал его другом и сторонником коммунистических идей во время политических и революционных событий в Германии. Вступил в Союз коммунистов и стал членом Совета рабочих Майнца.
В 1848 году — секретарь майнцского Рабочего просветительского союза. После поражения революции, в 1849 году эмигрировал в США, где работал инженером. Поддерживал обширную переписку с Марком и Энгельсом, а также писал и публиковал политические статьи для немецко-американского сообщества. Сотрудничал с рядом немецких и американских рабочих и демократических газет.
Принимал участие в деятельности основанного немецкими рабочими-эмигрантами в 1853 году Американского рабочего союза и сотрудничал в его органе «Die Reform». До 1856 года включительно — один из активных последователей К. Маркса, его доверенное лицо. Вместе с И. Вейдемейером вёл пропаганду марксизма в США. Со второй половины 1850 годов активного участия в рабочем движении не принимал.
Был одним из самых видных архитекторов в Вашингтоне, округ Колумбия, в конце XIX-го века, спроектировал и построил много школ и общественных зданий в столице США, в том числе, 11 школ, а также ряд рынков, правительственных зданий, музеев, резиденций и церквей ( в том числе: здание Смитсоновского института В 1872 году он стал городским инженером и членом Совета общественных работ, курируя некоторые из гражданских улучшений, которые в 1870-е годы преобразили Вашингтон: уличное мощение, строительство канализации и посадка тысяч уличных деревьев. 